# Caetano José Nozolini
Caetano José Nozolini (ilha do Fogo, Cabo Verde, 20 de julho de 1800 — Bissau, 13 de julho de 1850), com o apelido frequentemente grafado Nozoliny, conhecido por Thyetan, foi um grande negociante de escravos e de produtos tropicais, capitão-mor de Bissau e delegado do governador de Cabo Verde nos rios da Guiné.

## Biografia
Nasceu na ilha do Fogo, no seio de uma família de origem italiana estabelecida naquela ilha há várias gerações.
Assentou praça em 15 de Novembro de 1815, sendo promovido sucessivamente a alferes, a 27 de Abril de 1816, a tenente, a 20 de Setembro de 1823, a capitão, a 12 de Março de 1825, a major, a 23 de Março de 1837, a tenente-coronel, graduado, a 5 de Novembro de 1842, e a efectivo a 13 de Março de 1843.
Fixou-se em Bissau onde em 1825 casou com nhanha Aurélia Correia, senhora da aristocracia bijagó, de quem teve três filhos, um dos quais, do sexo masculino, foi educado em França.